# 燕山君 (电影)
《燕山君》（韓語：연산군）是1961年上映的韩国电影。曾获得1962年大钟奖最佳电影。該電影也奪得當屆電影節的最佳男演員和最佳女演員。該電影講述的是燕山君繼位後恢復其生母废妃尹氏地位的故事。